# Оразалиев, Довран Едиевич
Довран Едиевич Оразалиев (туркм. Döwran Ýediýewiç Orazalyýew; род. 14 октября 1993, Ашхабад) — туркменский футболист, полузащитник и защитник. Выступал за сборную Туркменистана.

## Биография
С 2012 года играл за столичный клуб «Алтын Асыр». Становился неоднократным чемпионом Туркменистана (2014, 2015, 2016, 2017), бронзовым призёром чемпионата (2013), обладателем Кубка страны (2015, 2016). В 2018 году перешёл в «Ахал», с которым дважды был бронзовым призёром чемпионата (2018, 2019). Принимал участие в играх азиатских клубных турниров. С 2020 года играет за «Ашхабад».
В национальной сборной Туркменистана дебютировал 27 января 2012 года в товарищеском матче против Румынии. В 2016—2017 годах сыграл два неофициальных матча против Омана и Катара. В январе 2019 года был включён в состав сборной на Кубок Азии, но на турнире ни разу не вышел на поле.